# Mapello
Mapello (lombardul: Mapèl) település Olaszországban, Lombardia régióban, Bergamo megyében. Lakosainak száma 6909 fő (2023. január 1.). Mapello Ambivere, Barzana, Bonate Sopra, Palazzago, Ponte San Pietro, Presezzo, Sotto il Monte Giovanni XXIII, Terno d’Isola és Brembate di Sopra községekkel határos.

## Népesség
A település lakossága az elmúlt években az alábbi módon változott:
| Lakosok száma | 6827 | 6840 | 6909 |
|               | 2017 | 2018 | 2023 |